# Geitanger
Geitanger o Geitung es una isla del municipio de Fjell en la provincia de Hordaland, Noruega. Tiene la particularidad de no tener autos y tener una baja población.